# لوك ريدنور
لوك ريدنور (بالإنجليزية: Luke Ridnour)‏ مواليد 13 فبراير 1981 في كويور دي أليني، هو لاعب كرة سلة أمريكي بدأ مسيرته الاحترافية في سنة 2003. يبلغ طوله 6 قدم 2 بوصة (1.9 م).

## فرق لعب لها
- ميلووكي باكز
- مينيسيوتا تيمبر وولفز
- شارلوت هورنتس
- أورلاندو ماجيك

## روابط خارجية
- لوك ريدنور على موقع إن بي أي (الإنجليزية)
- لوك ريدنور على موقع سبورتس رفرنس (الإنجليزية)
- لوك ريدنور على موقع كرة السلة الأوروبية.كوم (الإنجليزية)
- لوك ريدنور على موقع إي إس بي إن.كوم (الإنجليزية)
- لوك ريدنور على موقع كلية كرة السلة في سبورتس رفرنس.كوم (الإنجليزية)
- لوك ريدنور على موقع ريلجم (الإنجليزية)
- لوك ريدنور على موقع بروبوليرز (الإنجليزية)